# Arion (Iowa)
Arion – miasto w Stanach Zjednoczonych, w stanie Iowa, w hrabstwie Crawford.

## Demografia
W 2000 liczyło 136 mieszkańców. W 2023 liczba mieszkańców spadła do 95 osób, a gęstość zaludnienia poniżej 80 osób/km².